# 西川恵
西川 恵（にしかわ めぐみ、男性、1947年-　）は、毎日新聞社元編集委員。

## 人物
長崎県生まれ。
1971年東京外国語大学中国語学科卒、毎日新聞社入社。
盛岡支局、社会部を経て1979年外信部。1982-84年テヘラン支局、1986-93年パリ支局、1996-98年ローマ支局長。
1997年『エリゼ宮の食卓』でサントリー学芸賞受賞、1998-2001年外信部長。論説委員を経て2002年専門編集委員。
2007年にフランス農事功労章シュヴァリエ、2009年にはフランス国家功労勲章シュヴァリエを受章。

## 従軍慰安婦問題
- 従軍慰安婦問題について強い懸念を表明しており、「日本兵のホモセクシュアルの相手をさせられたオランダ人少年4人がいた。アジア女性基金はこの4人も従軍慰安婦のカテゴリーに認定し、女性と同様に福祉・医療費支援を行った。」[2]と述べている。（アジア女性基金は「日本兵のホモセクシュアルの相手をさせられたオランダ人少年」について言及していないが[3]、フィリピン国籍のゲイ男性のワルテリーナ・マルコヴァは日本軍占領下のフィリピンで慰安夫（comfort gay）になることを強制されたと主張し、2000年のフィリピン映画"Markova: Comfort Gay"のモデルになった[要出典]。）

## 著書
- 『エリゼ宮の食卓 その饗宴と美食外交』新潮社 1996。新潮文庫 2001
- 『国際政治のキーワード』 講談社現代新書 2002
- 『ワインと外交』 新潮新書 2007
- 『国際政治のゼロ年代 2001-2010』毎日新聞社 2010
- 『饗宴外交 ワインと料理で世界はまわる』世界文化社 2012
- 『歴代首相のおもてなし 晩餐会のメニューに秘められた外交戦略』宝島社新書 2014
- 『知られざる皇室外交』角川新書 2016
- 『皇室はなぜ世界で尊敬されるのか』新潮新書 2019

## 参考
- 著書附載の略歴